# Némésis (Agatha Christie)
Pour les articles homonymes, voir Némésis (homonymie).
Némésis (Nemesis) est un roman policier d'Agatha Christie publié en novembre 1971 au Royaume-Uni, mettant en scène Miss Marple. Il est publié la même année aux États-Unis et en 1972 en France.

## Résumé
Miss Marple vient d’apprendre le décès de Jason Rafiel. De manière posthume, elle reçoit de ce dernier une mystérieuse lettre dépourvue d'indications et qui lui enjoint de mettre ses talents au service de la justice afin d’élucider un meurtre...  Sans autre explication, Miss Marple se voit offrir un voyage tous frais payés sur les routes de l’Angleterre des Demeures & Jardins, à bord d'un luxueux autocar avec treize autres voyageurs. Et c'est au fil des diverses excursions, en cours de voyage, qu'elle découvre le but réel de sa mission.

## Personnages
- Miss Jane Marple
- M. Jason Rafiel, homme d'affaires, récemment décédé, ami de Marple.
- James Broadribb et Schuster- avocats chargés d'administrer le testament de M. Rafiel.
- Esther Walters (Anderson) - ancienne secrétaire de M. Rafiel
- Elizabeth Temple - directrice à la retraite d'un collège de filles (Fallowfield)
- Mlle Cook et Mlle Barrow - des amies qui participent à l'excursion.
- Lavinia Glynne - une des trois sœurs, veuve.
- Clotilde Bradbury-Scott - l'une des trois sœurs, elle était la tutrice de Verity Hunt.
- Anthea Bradbury-Scott
- Michael Rafiel - fils de M. Rafiel
- Verity Hunt - la fiancée de Michael Rafiel.
- Emlyn Price, jeune participante à l'excursion.
- Joanna Crawford - participante à l'excursion, jeune femme
- Professeur Wanstead - participant à l'excursion, a effectué une évaluation médicale sur Michael Rafiel.
- M. reaburn
- rowena

## Autour du livre

### Écriture
C'est le dernier roman mettant en scène Miss Marple qu'Agatha Christie a écrit, même si ce n'est pas le dernier à être publié.

### Liens avec d'autres œuvres
Dans Le major parlait trop (1964), afin d’éviter un dernier meurtre, Miss Marple réclame l’aide de Mr Jason Rafiel qu'elle réveille en pleine nuit. Pour justifier sa demande, elle se compare alors à Némésis, déesse grecque de la Justice et de la Vengeance. Son rôle dans Némésis semble donner vie à cette figure de style.

## Éditions
anglaises
- (en) Nemesis, Londres, Collins Crime Club, novembre 1971, 256 p.
- (en) Nemesis, New York, Dodd, Mead and Company, 1971, 271 p.

françaises
- Némésis  (trad. Jean-André Rey), Paris, Librairie des Champs-Élysées, coll. « Le Masque » (no 1249), 1972, 249 p. (BNF 35145814)
- Némésis (trad. Jean-Michel Alamagny), dans : L'Intégrale : Agatha Christie  (trad. de l'anglais, préf. Jacques Baudou), t. 13 : Les années 1971-1976, Paris, Librairie des Champs-Élysées, coll. « Les Intégrales du Masque », 2000, 1268 p. (ISBN 2-7024-7903-0, BNF 37105662)

## Adaptations
- 1987 : Némésis (Nemesis), téléfilm de la série britannique Miss Marple de la BBC, avec Joan Hickson dans le rôle de Miss Marple ;
- 2004 : Nemesis, feuilleton radiophonique de BBC Radio 4, avec June Whitfield donnant sa voix à Marple ;
- 2007 : Némésis (Nemesis), téléfilm de la série britannique Miss Marple d'ITV, réalisé par Nicolas Weiding Refn, avec Geraldine McEwan dans le rôle de Marple.